# 왕샤오훙
왕샤오훙(중국어: 王小洪, 병음: Wáng Xiǎohóng, 1957년 7월 11일 ~ )은 중국의 정치인이다. 푸젠성 푸저우시 출신으로 1982년 12월 중국공산당에 입당했다. 중국인민공안대학교 공안관리학과를 졸업하고 중국공산당 중앙당교 통신대학에서 경제학 학사 학위를 받았다. 허난성 인민정부 부성장 겸 성 공안청 청장, 베이징시 인민정부 부시장, 시 공안국장, 공안부 상무 부부장 등을 역임했다. 현재 중국공산당 중앙서기처 서기 겸 중화인민공화국 공안부 부장, 중국공산당 중앙정치법률위원회 부서기이다.